# ♪之國的愛麗絲
《♪之國的愛麗絲》（日语：♪の国のアリス）是竹達彩奈的第二張單曲。2012年9月12日由波麗佳音發售。

## 概要
距前作Sinfonia! Sinfonia!!!发行五个月后，发行的竹達彩奈作為歌手身份的第二張單曲。

## 收錄曲
1. 作詞・作曲・編曲：末光篤
2. CANDY LOVE
作詞：加藤哉子 / 作曲・編曲：小林俊太郎
3. （Instrumental）
4. CANDY LOVE（Instrumental）

DVD（只限初回限定盤）
1. Music Clip

## 外部連結
- ayanataketatsu.jp
- natalie.mu （页面存档备份，存于）